# حيدر عبد ثامر
حيدر عبد ثامر، (من مواليد 6 فبراير 1983) ممثل ومقدم برامج عراقي وعمل مقدماً في برنامج "بين أهلنا" الذي عُرض على قناة إم بي سي العراق.

## سيرته المهنية
بدأ من معهد الفنون الجميلة، قسم المسرح فرع تمثيل، في بغداد وتخرج سنه 2005-2006 ومن ثم أكمل دراسته في قسم المسرح فرع التمثيل في كلية الفنون الجميلة ببغداد، وحصل على شهادة البكالوريوس عام 2008-2009، عمل في المسرح والتليفزيون ممثلًا ومقدم برامج كوميدية وأيضاً عمل في عدة مسرحيات جماهيرية ومهرجانات داخل العراق وخارجه، منها غرفة انعاش، وماكو مثلنه، وولد النائب، وماكو 2 مثلنه، وباسبورت في مهرجان قرطاج السينمائي ومهرجان هيئة المسرح العربي في قطر، وهو موظف في وزارة الثقافة بدائرة السينما والمسرح قسم المسارح في الفرقة الوطنية للتمثيل وعضو في نقابة الفنانين العراقيين.

## أعمال

#### تقديم البرامج
| البرنامج           | القناة             | العام     |
| ------------------ | ------------------ | --------- |
| لاشاك              | قناة البغدادية     | 2010      |
| شي بي شي           | قناة الشرقية       | 2014      |
| علچ مي             | قناة هنا بغداد     | 2015      |
| هاي الوسطى         | قناة زي بلس        | 2016-2017 |
| يوميات مواطن عراقي | قناة الشرقية       | 2018      |
| بين اهلنا          | قناة أم بي سي عراق | 2019-2021 |

### المسرحيات
- غرفة انعاش
- ماكو مثلنه
- ولد النائب
- ماكو 2 مثلنه
- باسبورت

### المسلسلات
- مصير الحب
- ميم ميم
- قمبر علي
- طريق نعيمة
- 2014 – سفينة سومر
- 2014 – البنفسج الأحمر
- ايدز وصدى الماضي
- الباب الشرقي
- 2020 – وارد أمريكي
- 2022 – حيرة (سهيل)
- 2022 – بنات صالح (أسعد)

## روابط خارجية
- حيدر عبد ثامر على موقع قاعدة بيانات الأفلام العربية